# 128e brigade de défense territoriale
La 128e brigade de défense territoriale (en ukrainien : 128-ма окрема бригада територіальної оборони) est une brigade des forces de défense territoriale ukrainiennes (unité А7384) basée à Dnipro et dépendant du Commandement opérationnel est.

## Historique
La brigade a été créée le 26 février 2022. Elle connait ses premiers déploiemet dans la zone Kharkiv-Balaklia à l'été 2022. Elle participe ainsi à la contre-offensive de Kharkiv attaquant au nord du point de rupture avec la 14e brigade mécanisée dans la direction de Shevenkove et poursuivant vers Koupiansk et au-delà de l'Oskil. La brigade est ensuite transférée sur le front sud du côté de Velyka Novossilka où elle y tient ses positions depuis la fin 2022. En décembre, elle y repousse notamment un assaut de la 127e division de fusiliers motorisés. Durant la contre-offensive de l'été, elle mène des combats pour la reprise de la localité de Makarivka. Après l'échec ukrainien, elle tient des positions défensives autour de Staromaiorske, toujours dans le même secteur aux côtés de la 58e brigade d'infanterie motorisée. En février 2024, la brigade, dans le cadre de la réforme des Forces de défense territoriale, est transférée aux forces terrestres. Elle est ensuite replacée au sud de Zaporijjia, en appui de la 128e brigade d'assaut de montagne. L'unité poursuit depuis sa transformation en unité mécanisée.

## Structure

### Ordre de bataille
En mai 2022, l'ordre de bataille connu de la brigade est le suivant :
- État-major de la brigade,
  - 
    -  Compagnie de protection du QG

  -  230e bataillon de défense territoriale[7] unité А7405
  -  231e bataillon de défense territoriale unité А7406[8]
  -  232e bataillon de défense territoriale[9] unité А7407
  -  233e bataillon de défense territoriale[10] unité А7408
  -  234e bataillon de défense territoriale unité А7409[11]
  -  Compagnie de reconnaissance
  -  unité de lutte contre-subversive
  -  Compagnie de support matériel et technique
  -  Compagnie de logistique
  -  Compagnie de génie
  -  compagnie médicale

### Chefs de corps
- Colonel Oleksandr Vodolazskyi : 2022 –  2023
- Colonel Rostyslav Rehinskyi : février 2023 - 17 mars 2025
- Colonel Serhiy Romashko : depuis mars 2025

## Traditions

### Insignes

Insigne de l'unité (2022-2025)

Blason de la ville de Dnipro

L’insigne de l'unité en 2024 est constitué d’un écu marron meublé d'un mur crénelé sinople sombre, symbolisant la stabilité et la fermeté. Au centre se trouve l'écu sans pointe brun clair reprenant les meubles de l'écu de la ville de Dnipro vert sombre symbolisant la ville de Dnipro. autour se trouve des feuilles de chêne symbolisant la fierté enveloppé dans un ruban or et azur symbolisant le patriotisme ukrainien.
Les meubles des armoiries de Dnipro reprises sur l'écu central sans pointe sont un sabre cosaque et une flèche entrecroisé, symbolisant la volonté de défendre son territoire, surmonté de trois étoiles à sept branches symbolisant l'espoir, la foi et la coordination des actions.